# الدوري القبرصي الدرجة الثانية 1955–1956
الدوري القبرصي الدرجة الثانية 1955–1956 هو الموسم 3 من  الدوري القبرصي الدرجة الثانية. أقيم خلال الفترة 17 ديسمبر 1955 وحتى 10 يونيو 1956، وفاز فيه أريس ليماسول.